# Tullamore Dew

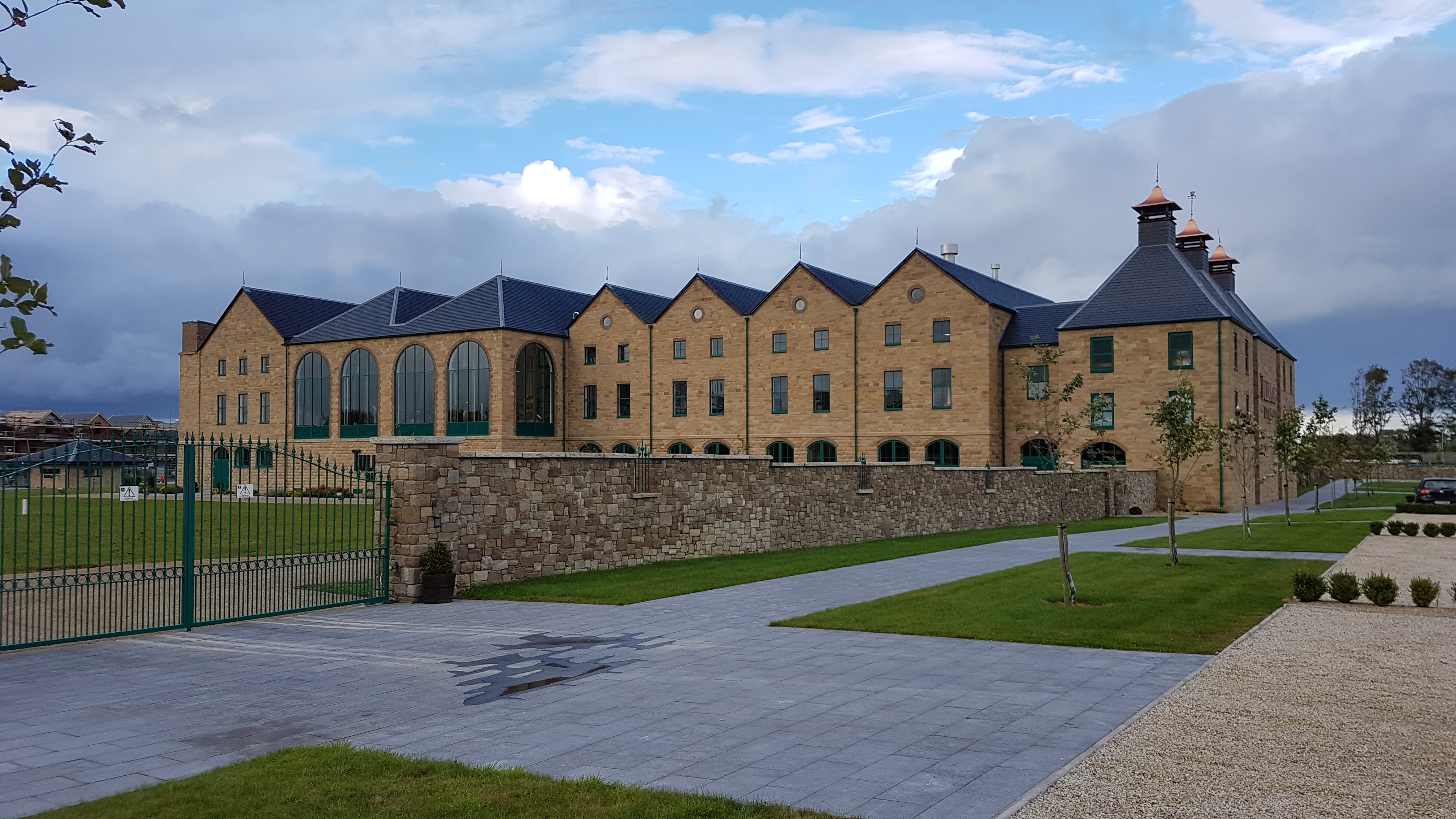
Die Destillerie in der Nähe von Tullamore

Tullamore Dew (Eigenschreibweise Tullamore D.E.W.) ist ein irischer Whiskey, der erstmals im Jahr 1829 in der irischen Kleinstadt Tullamore, County Offaly gebrannt wurde, später in Midleton durch Irish Distillers. Er gewann 2005 die Trophy der International Spirits Challenge. Die Marke gehört seit 2010 zum schottischen Brennereikonzern William Grant & Sons, den Eigentümern von Glenfiddich. Seit 2014 erfolgt die Produktion in einer Destillerie zwischen den Townlands Ballard und Clonminch in der Nähe von Tullamore.

## Geschichte

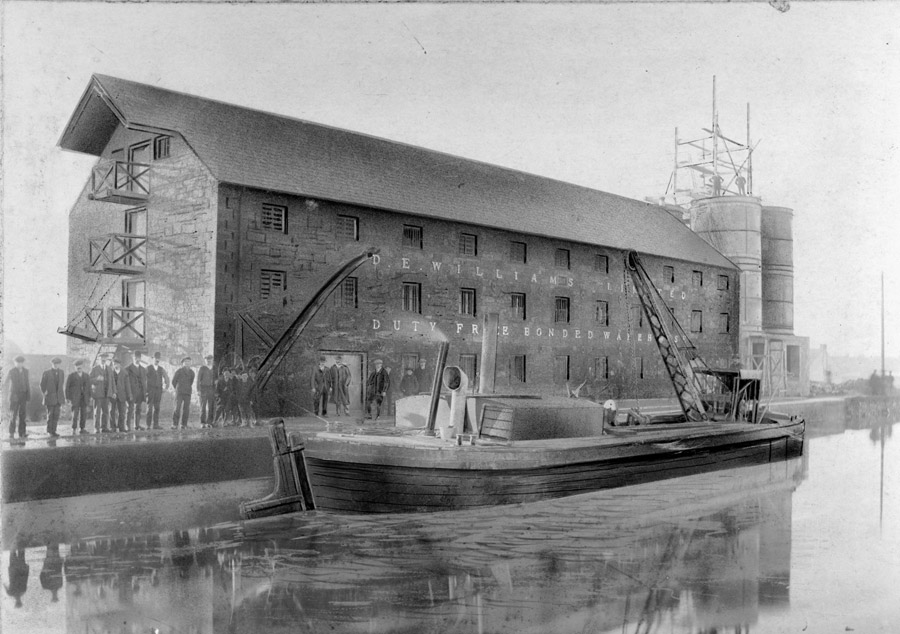
Das Gelände der ehemaligen Tullamore-Destillerie

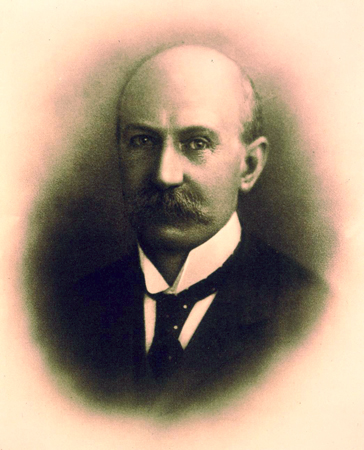
Daniel E. Williams

1829 gründete Michael Molloy die Tullamore-Destillerie im Ort Tullamore in der Grafschaft Offaly, einer Getreideanbauregion. Nach seinem Tod ging die Destillerie 1857 in den Besitz seines Neffen Bernard Daly über, der sie in B. Daly Distillery umbenannte. Daniel Edmond Williams, der spätere Hauptgeschäftsführer, begann 1862 im Alter von 14 Jahren seine Ausbildung zum Whiskey-Brennmeister in der B. Daly Distillery und kreierte 1887 das Markenzeichen der Brennerei, indem er seine Initialen D. E. W. zum Namen der Marke hinzufügte. Der erste Werbeslogan war „Give every man his Dew“. Nach dem Zweiten Weltkrieg schaffte es Desmond Williams, ein Enkel von Daniel E. Williams, den irischen Whiskey durch gezielte Marketing-Maßnahmen wieder auf dem Weltmarkt zu etablieren. Zu dieser Zeit besuchte er auch den für Tullamore Dew wichtigen US-amerikanischen Markt und brachte kurz darauf den ersten irischen Blended Whiskey auf den Markt.
1954 wurde die Tullamore-Destillerie geschlossen, die  Marke wurde an John Power & Son verkauft. Dieses Unternehmen ging 1966 in der Firmengruppe Irish Distillers auf. Diese konzentrierte ihre gesamte Produktion in den 1970er Jahren in Midleton, County Cork, wo etwa auch Gold P 1791 von John Power & Son gebrannt wurde. 1994 wurde die Marke Tullamore Dew an die C&C Group verkauft. Seit 2010 gehört Tullamore Dew zu William Grant & Sons Irish Brands Ltd. Die Einweihung der neuen Produktionsstätte in der Nähe von Tullamore, deren Baukosten bei 35 Millionen Euro lagen, erfolgte im September 2014 durch den irischen Landwirtschaftsminister Simon Coveney. Nach Jameson ist Tullamore Dew die zweitgrößte irische Whiskey-Marke.

## Firmen- und Markenlogo

Das Logo von Tullamore Dew

In der Anfangszeit beinhaltete das Logo das Bild eines „Red Jug“, eines roten Krugs. Dieser wurde in Anlehnung an die rote Tasse des Red Cup Teas gewählt, eine der damals in Irland beliebtesten  Teesorten und ebenfalls in Williams’ Besitz. Seit den 1950er Jahren sind im Logo des Tullamore Dew zwei Wolfshunde abgebildet. Diese Idee stammte von Daniels Neffen Desmond. Er assoziierte mit den Wolfshunden Treue und Mut. Er war davon überzeugt, dass diese die herausragenden Eigenschaften der Iren widerspiegelten.

## Geschmacksnoten
Tullamore Dew zeichnet sich durch einen sanften, milden und weichen Geschmack aus. Durch seine dreifache Destillation und das Trocknen des Malzes in abgeschlossenen Darren hat der Tullamore Dew nicht das typische rauchige Aroma wie viele seiner Mitbewerber aus Irland und Schottland. Somit zählt er zu den sanften Irish Whiskeys.

## Sorten
- Tullamore Dew Original

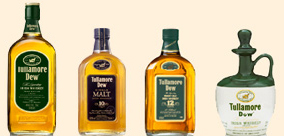
Die Produkte von Tullamore Dew

- Tullamore Dew 10 year old Single Malt
- Tullamore Dew 12 year old Special Reserve
- Tullamore Dew 12 year old Sherry Cask Finish
- Tullamore Dew Rouge 13 year old
- Tullamore Dew 14 year old
- Tullamore Dew 15 year old
- Tullamore Dew 18 year old
- Tullamore Dew Old Bonded Warehouse Release
- Tullamore Dew Cider Cask
- Tullamore Dew Heritage Blend
- Tullamore Dew Phoenix
- Tullamore Dew XO Caribbean Rum Cask Finish

## Bestandteile
Der Tullamore Dew ist eine Kombination aus verschiedenen ausgereiften Whiskeys. Die drei Hauptbestandteile sind:
- Pot Still Whiskey: Er ist die wichtigste Komponente und bildet die Grundlage des Aromas. Irish Pot Still Whiskey wird aus mindestens 30 % Gerstenmalz und weiteren Getreidesorten gebrannt, die in der Regel aus Irland stammen.
- Grain Whiskey: Dieser Whiskey wird aus Mais und einem kleinen Anteil Gerstenmalz hergestellt, hat daher ein schlichteres Aroma.
- Malt Whiskey: Der Malt Whiskey besteht aus 100 % Gerstenmalz. Zur Herstellung eines Malts werden in Irland drei Destillationsgänge benötigt.

## Tullamore Dew Heritage Center
Auf dem Gelände der ursprünglichen Tullamore-Dew-Brennerei befindet sich heute das Tullamore Dew Heritage Center. In dem restaurierten Originalgebäude befinden sich ein Museum, ein Geschenkshop, eine Bar und ein Restaurant. Auf einer geführten Tour werden Einblicke in die Geschichte Tullamores und das Leben der Händler der Stadt Tullamore zu Zeiten ihres größten Wohlstands gegeben.